# Faculdade Evangélica de Goianésia
Faculdade Evangélica de Goianésia é uma instituição de ensino superior privada em Goianésia mantida pela Associação Educativa Evangélica.

## Histórico
A Faculdade Evangélica de Goianésia, anteriormente denominada Faculdade Betel de Goianésia – FABEGO é uma instituição privada, sem fins lucrativos, de cunho confessional. A Faculdade Betel de Goianésia foi inaugurada em 17 de novembro de 2003, regida sob a razão social Centro de Ensino Superior Betel Ltda, registrada no Cartório do 2º Ofício de Goianésia-Go, com sede situada na Av. Brasil nº 320, Centro, Goianésia-Go.
No ano de 2007 a Instituição foi adquirida pela Associação Educativa Evangélica, com sede na cidade de Anápolis/GO. O processo de negociação aconteceu nos dois semestres letivos daquele ano. Em 2008, a Instituição recebeu a denominação de Faculdade Evangélica de Goianésia pela Portaria n.369 de 19 de maio de 2008 – DOU 20/03/2008, tornando-se mantida pela Associação Educativa Evangélica, pessoa jurídica de direito privado, sem fins lucrativos, com sede e foro na cidade de Anápolis/GO, inscrita no CNPJ sob o nº01. 060.102/0006-70. Atualmente, a Instituição conta com 1472 alunos regularmente matriculados, distribuídos nos cursos de Administração, Agronomia, Direito, Enfermagem, ODONTOLOGIA, Engenharia Mecânica e  Engenharia Civil.

## Informações Institucionais
A Faculdade Evangélica de Goianésia (FACEG) desenvolve atividades acadêmicas voltadas para o ensino de graduação, de pós-graduação lato senso e atividades de extensão e ação comunitária, possibilitando à população de Goianésia e municípios do entorno o acesso ao conhecimento científico, técnico, ético e cultural, contribuindo para a formação de cidadãos eticamente responsáveis e profissionalmente qualificados, visando melhoria das condições de vida da sociedade e o desenvolvimento cultural e socioeconômico sustentável da região.
Semestralmente, são oferecidas 270 vagas para os cursos de graduação, sendo 50 vagas para Administração, 100 para Direito, 60 para Agronomia, 60 Enfermagem, 60 Odontologia, 60 Engenharia Mecânica e 60  para Engenharia Civil, alcançando índices superiores ao número de vagas, o que favorece a formação de turmas e transcurso linear destes. Atualmente, totalizando todos os cursos de graduação, a FACEG conta com 1472 alunos, oriundos do município de Goianésia e de outros municípios circunvizinhos, dentre eles: Barro Alto, Niquelândia, Uruaçú, Jaraguá, Ceres, Vila Propício, Santa Rita do Novo Destino e outros.
Em expansão, a FACEG aguarda o parecer do MEC/SESU para a oferta de novos cursos de graduação (Engenharia Mecânica, Enfermagem, Farmácia e dos cursos superiores de tecnologia, como Gestão Hospitalar, Sistemas Biomédicos, Radiologia e Produção Publicitária).
Para o ano de 2014, a FACEG busca credenciamento para oferta de Cursos de Educação à Distância (EAD), tornando-se um Pólo de Apoio Presencial da UniEVANGÉLICA|EAD. Além disso, o propósito é solicitar ao MEC/SESU autorização para oferecer um número maior de cursos, com foco na área da saúde.
Para tanto, todas as providências estruturais físico-administrativas estão sendo tomadas, inclusive, com a recente aquisição de um hospital na cidade de Goianésia, denominado Hospital Universitário Evangélico de Goianésia.
A FACEG tem contado com o apoio da Mantenedora na busca constante de ampliação de suas ações em todos os sentidos, tanto no que se refere aos aspectos acadêmicos e pedagógicos, administrativos e financeiros, quanto à ampliação e melhoramento da infraestrutura, objetivando atender, da melhor forma possível, os anseios da comunidade na qual está inserida.

## Cursos
- Direito
- Engenharia Civil
- Agronomia
- Administração
- Enfermagem
- Engenharia Mecânica
- Odontologia